# Seltsjoek
Seltsjoek was de stamvader van de Seltsjoeken. Hij was een bey (leider) van de Oghuz-Turken. Seltsjoek ging in ongeveer 960 over tot de islam. Tijdens de migratie vanuit Centraal-Azië waren zijn zonen leiders, en zijn kleinzoon Toghrül Beg veroverde Perzië, bezette Bagdad en wordt beschouwd als de grondlegger van de dynastie van de Seltsjoeken.